# Гарагельский заповедник
 Гарагёльский заповедник  (азерб. Qaragöl Dövlət Təbiət Qoruğu) был создан в 1987 году как Карагельский, или Севличский, межреспубликанский заповедник на границе Азербайджанской ССР и Армянской ССР на площади 240 га. Часть межреспубликанского заповедника, находящаяся в Армении, преобразована в Севличский заказник.

## Цель создания
Главной целью создание заповедника это сохранение редкой экологической системы горных озер ледникового происхождения и природного комплекса вокруг водного бассейна. Озеро в основном питается за счет снега, дождей и частично родников.

## Флора и фауна
Флора заповедника представлена растениями 278 семейств, 68 пород, свыше 100 видов. В 1967 году в озеро пустили форель.